# Cyprideis locketti
Cyprideis locketti is een mosselkreeftjessoort uit de familie van de Cytherideidae. De wetenschappelijke naam van de soort is voor het eerst geldig gepubliceerd in 1935 door Stephenson.